# هوك (فلم)
هوك الانتقام أو الكابتن هوك (هوك) أو الكابتن هوك في كيبيك ونيو برونزويك هو فيلم الخيال الأمريكي من إخراج ستيفن سبيلبرغ، الذي صدر في عام 1991، ومستوحاة من أعمال JM باري، بيتر بان.
جلب داستن هوفمان، روبن ويليامز، وجوليا روبرت ووبوب هوسكينز، ويظهر السيناريوأن بيتر بان كبر، أصبح محامياو رجل الأعمال ومتزوج وأب لطفلين، ولكن الذي أخفى ماضيه حتى اليوم الكابتن هوك يظهر ثانية ويسرق أولاده.
على الرغم من تلقي ردود فعل متباينة نسبيا على إطلاقه، وكان الفيلم قد حقق نجاحا مع الجمهور، وكسب أكثر من 300 مليون دولار في جميع أنحاء العالم وحصل على عدة جوائز وخمسة ترشيحات لجوائز أوسكار.

## ملخص
بيتر بان نسي نيفرلاند.و تزوج مويرا، حفيدة ويندي، وأصبح لديه معها طفلين، وأصبح بيتر كبير وأب، وهو محام الأعمال هاجس في عمله. لكن الكابتن هوك يعتقد أن بيتر ميت وعند علمه أنه كبير وحي ولديه أطفال، خطف أطفاله.وقد قامت الجنية تينكربيل بختيار بيتر لنقله إلى نيفرلاند حيث يأتي وجها لوجه مع هوك انقاد أطفاله.
في الواقع بيتر بان، كان له عدو من أطفال لأن بيتر قوي ومحبوب الصبي اعتبره أسوأ عدو له، مرة سنوات عديدة في ذهاب بيتر من المدينة الخيالية. رفضهم بيترالقتال ضد النسخة الجديدة من نفسه لأنه كبير وفقد مهراته ويصعب مواجهة هوك، وهوك يعطي ثلاثة أيام لبيتر، وبعد ذلك سوف تقبل مبارزة، وفي حال أن خسرهوك، سيعيد أبنائه لبيتر.
أراد زعيم الأطفال مساعدة بيتر على استعادة قدرته السابقة. تدريجيا، استخدام الخيال والموهبة. ومع ذلك، فإنه يجد صعوبة في استحضار ذكرى سعيدة من أجل أن يطير. إلا أنه بعد أن وجدوا ملجأ قديمة ذكرى بيتر شبابه. يكتشف في نفس الوقت سعيدويطير بسبب الفكر السعيدة له وهي : رغبته الحبيبة ليكون أبا.
مرة أخرى على قارب هوك، اندلعت معركة من بين القراصنة والأطفال المفقودين. بعد وفاة روفيو، رئيس الأطفال المفقودين منذ رحيل بيتر، بعد عدة تقلبات ونزاعات، في نهاية المطاف انتها هوك في فكي التمساح.وبذلك تم إرجاع بيترأولاده إلى منزل أمنين وسليمين.

## ورقة الحقيقة
- عنوان بالفرنسية: Hook ou la Revanche du capitaine Crochet
- العنوان كيبيك : الكابتن هوك بالانجيزية Capitaine Crochet
- المخرج:ستيفن سبيلبرغ
- سيناريو: جيمس V. هارت، ماليا سكوتش مارمو ونيك كاستل، بعد عمل جيمس ماثيو باري
- مجموعات: نورمان جارود
- ازياء: أنتوني باول
- تصوير: دين كوندي
- المحرر: مايكل خان
- الموسيقى: جون ويليامز
- الإنتاج: كاثلين كينيدي وفرانك مارشال، جيرالد مولن. دودي الفايد، جيمس V. هارت (مندوبين)؛ بروس كوهين وماليا سكوتش مارمو (الزميلة)؛ *غاري أديلسون، كريغ بومغارتن (المشترك)
- شركات الإنتاج: أمبلين للترفيه وتري ستار بيكتشرز
- توزيع الشركة: كولومبيا تريستار
- الميزانية: 60000000 $ 80000000 $
- البلد:  الولايات المتحدة
- اللغة: الإنجليزية
- الأنواع: مغامرة رائعة

تواريخ الإصدار:
- -  الولايات المتحدة: 11 ديسمبر 1991
  -  فرنسا: 1 أبريل 1992

## التوزيع
- روبن ويليامز (VF: ميشيل بابينشي؛ VQ: هوبير غانيون): بيتر بان
- داستن هوفمان (VF: ريتشارد دروبيس؛ VQ: غي نادون): الكابتن جيمس هوك
- جوليا روبرتس (VF: سيلين مونسرات؛ VQ: كلودي الخضرة): تينكربيل
- بوب هوسكينز (VF: ماريو سانتيني؛ VQ: رونالد فرنسا): السيد سميي / عامل التنظيف في حدائق كنسينغتون في لندن
- ماغي سميث (VF: مونيك مياناند؛ VQ: يولاند روي): ويندي العمر
- غوينيث بالترو (VF: باربرا تيسيي؛ VQ: جنفياف دو روكراي): ويندي الشباب
- كارولين غودال (VF: فرانسواز كادول؛ VQ: كلودين شاتيل): مويرا
- أمبر سكوت (VF: جنيفر Lauret): ماغي
- الغار كرونين: ليزا، وغورفرنانت
- فيل كولينز (VF: هيرفي بيلون): مفتش جيد
- دانتي باسكو (VF: ايمانويل روفيو):، رئيس الأطفال المفقودين
- إشعياء روبنسون: "جيوب"
- رشان هاموند (DV: أوليفييه فيسنتين): "الهدة بوت"
- جيمس ماديو: "لا تسألوا"
- توماس تولكة "صغيرة جدا"
- أحمد ستونر: "لا قيلولة"
- غلين كلوز (VF: إيفلين سيلينا؛ VQ: شارلوت برنار)
- ديفيد كروسبي: القراصنة
- نيك تيت: نودلر
- دون S. ديفيس: الدكتور الحقول
- كيلي روان: والدةبيتر بان

### تسجيل صوتي
جون وليامز تتكون الموسيقى التصويرية للفيلم، كما هو الحال في معظم أفلام سبيلبرغ. ليزلي بريكوس

## وصلات خارجية
- مقالات تستعمل روابط فنية بلا صلة مع ويكي بيانات